# Cronaca degli anni passati
La Cronaca degli anni passati o Racconto dei tempi passati (in slavo ecclesiastico: Повѣсть врємѧнныхъ лѣтъ, traslitterato: Pověst' vremęnnych lět; in russo Повесть временных лет?, Povest' vremennych let; in ucraino Повість минулих літ?, Povist' mynulych lit), spesso chiamata anche Cronaca di Nestore, è la più antica cronaca della Rus' di Kiev. Nei Paesi anglosassoni è indicata anche come Cronaca primaria (Primary Chronicle).
La Cronaca è narra storia della Rus' di Kiev, il più antico stato slavo orientale, dall'850 al 1110, e si suppone sia stata scritta intorno al 1116. L'opera è dunque una fonte primaria di informazioni sulla storia dell'Europa orientale nel Medioevo, ed è fondamentale per la storia della Russia, della Bielorussia e dell'Ucraina.

## Autori e redattori

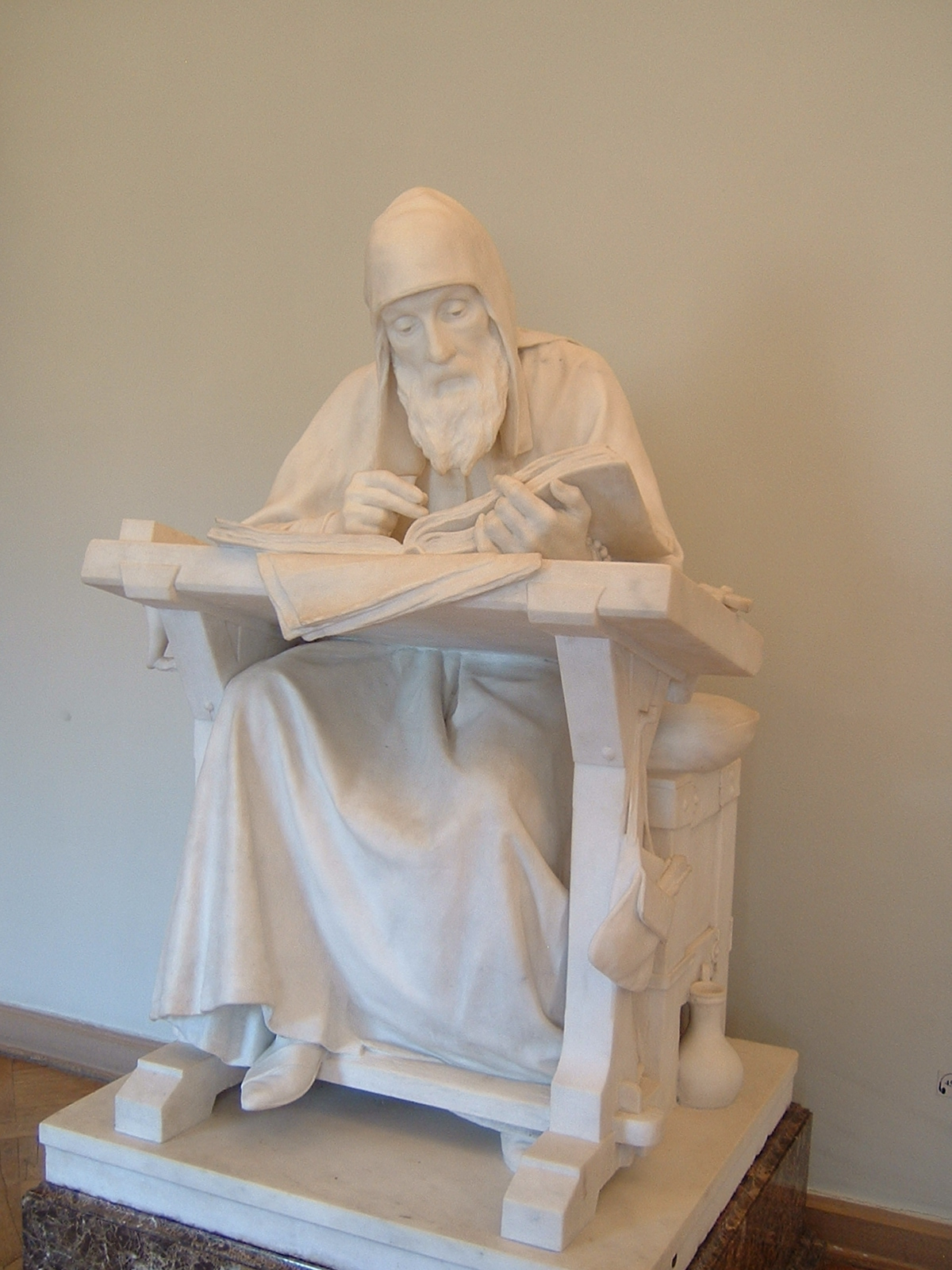
Nestore di Pečers'k, scultura di Mark Matveevič Antokol'skij, (1890)

Da lungo tempo la stesura è stata attribuita a Nestore di Pečers'k, monaco delle Grotte di Kiev: questo è il motivo per cui nella storiografia russa fino al XIX secolo era conosciuta anche come Cronaca di Nestore (o anche Manoscritto nestoriano, ma con l'avvertenza che non possediamo nessun "manoscritto" autografo realizzato da Nestore).
Attualmente si ritiene che la Cronaca degli anni passati sia un collage di molti frammenti di cronache, e che l'attribuzione a Nestore sia legata al suo ruolo di autore soltanto di una parte del materiale, e di redattore degli altri contributi. Altri frammenti sono attribuiti a un tale Silvestro di Kiev, che fu igumeno del monastero di San Michele nel villaggio di Vydubyči (vicino a Kiev) durante il regno di Vladimir Monomach, e altri al principe Mstislav il Grande.

## Manoscritti
Il manoscritto originale è andato perduto e i testimoni più antichi hanno sicuramente subito integrazioni posteriori, sicché è molto difficile stabilire l'esatto contenuto del testo originale e da quante mani sia stato scritto.
Numerosi studiosi hanno tentato di ricostruire il testo originale basandosi sulle copie posteriori e su annotazioni provenienti da altre cronache.
La Cronaca degli anni passati è giunta a noi attraverso numerosi manoscritti, nessuno dei quali è contemporaneo alla stesura originale dell'opera. Due di essi sono considerati fondamentali nella trasmissione del testo:
- il manoscritto laurenziano, dal nome del copista, il monaco Lorenzo (Lavrentij), che realizzò la copia su ordine di Dmitrij Konstantinovič, principe di Suzdal', nel 1377[2]
- il manoscritto ipaziano, risalente alla metà del XV secolo (il nome deriva dal fatto che il codice è stato scoperto nel Monastero Ipat'ev di Kostroma nel XVIII secolo).

Entrambi i manoscritti, considerati gli archetipi della tradizione, raccolgono non solo la Cronaca degli anni passati, ma anche altre cronache slave orientali, come quella della Volinia e quella di Velikij Novgorod.
Un altro testimone importante è il manoscritto Radziwiłł (noto anche come manoscritto di Königsberg, BAN 34.5.30), datato intorno all'anno 1490.

## Fonti e modelli
La Cronaca degli anni passati è un "continuum" cronologico. Come molte altre cronache coeve, inizia con un accenno al diluvio universale e alla divisione dei popoli della terra, con l'elenco delle tribù slave. Il compilatore mostra di conoscere a fondo la storiografia bizantina; egli fa uso specialmente di Giovanni Malalas e di Giorgio Monaco (detto Amartolo).
L'estensore della Cronaca degli anni passati ebbe anche sicuramente la possibilità di consultare altre cronache in lingua slava, oggi perdute. Molte leggende sono mescolate alla storia nella "Cronaca Nestoriana", il cui stile è talvolta così poetico da far pensare che si tratti di parti tratte da byliny (poemi epici in lingua slava) andati perduti.
La parte più antica è ricca di queste leggende, tra le quali sono collocati fatti storici come l'arrivo dei tre fratelli variaghi Rjurik, Sineus e Truvor, la fondazione di Kiev (ad opera del leggendario principe Kij della tribù dei Pogliani), l'assassinio di Askold e Dir, la morte di Oleg, ucciso da un serpente nascosto nello scheletro del suo cavallo, e la vendetta perseguita da Ol'ga, moglie di Igor', sui Drevliani che avevano ucciso suo marito.
Il resoconto dell'opera dei santi Cirillo e Metodio tra i popoli slavi è di grande interesse, e al monaco Nestore dobbiamo anche la narrazione di come Vladimir il Santo soppresse a Kiev il culto di Perun e degli altri dèi della religione tradizionale slava.
Come testimone oculare il cronista descrive solo i regni di Vsevolod e Svjatolpolk (1078–1112), ma afferma di aver raccolto molte informazioni dalle labbra di uomini anziani, due dei quali furono Gjurjata Rogovič (Гюрята Рогович) di Novgorod, conoscitore del nord della Rus' di Kiev, della zona del fiume Pečora e di altri luoghi, e di Jan Vyšatič (Ян Вышатич), un uomo che morì all'età di novant'anni nel 1106 ed era il figlio di Vyšata, voivoda di Jaroslavl', e il nipote di Ostromir il Posadnik per il quale la cronaca era stata scritta.

## Lingua
La lingua della Cronaca degli anni passati, come si ricava dal più antico manoscritto menzionato, è lo slavo ecclesiastico con molti russismi.

## Galleria d'immagini

Pagine del manoscritto di Radziwiłł
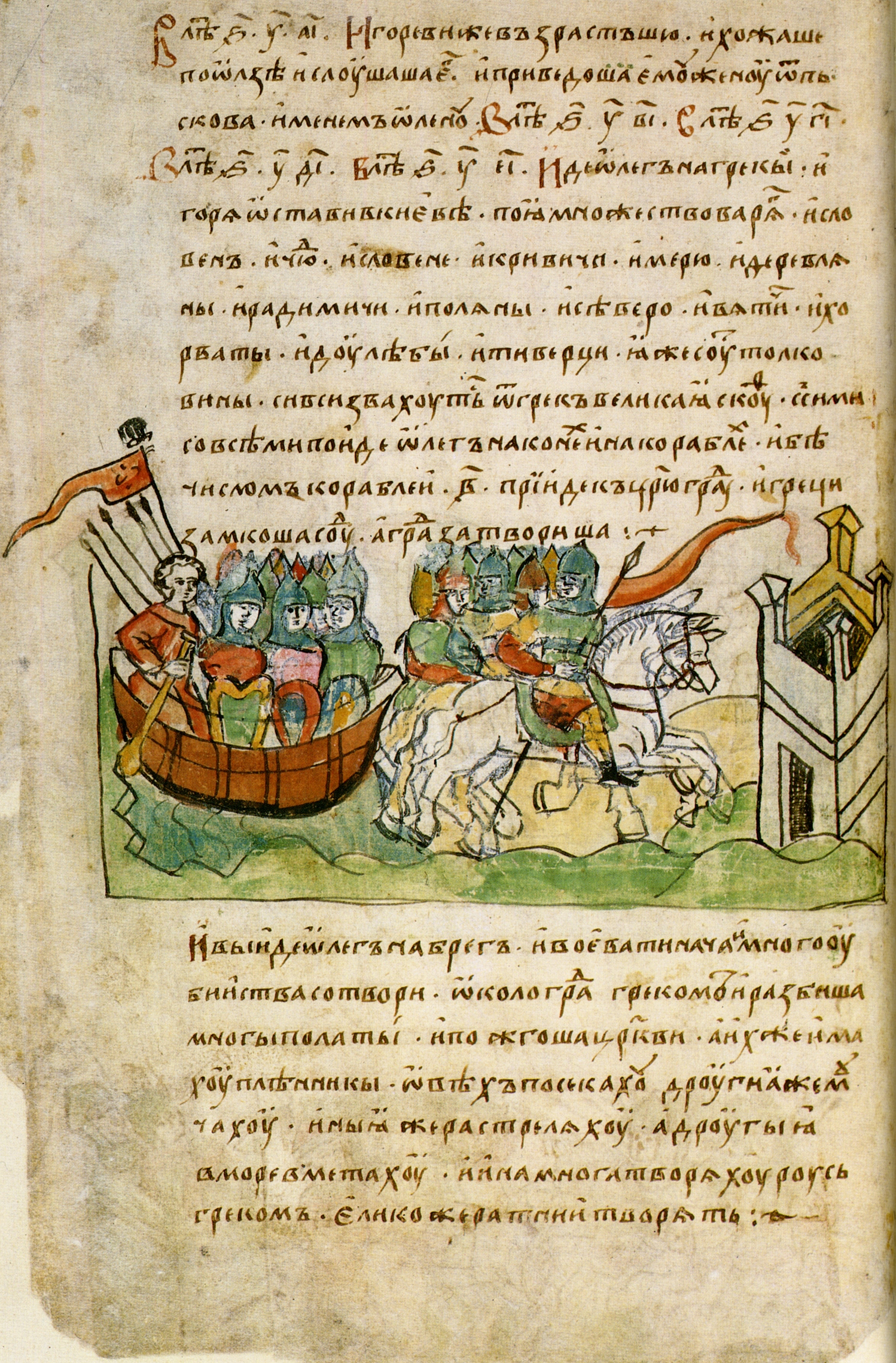
Una pagina della Cronaca
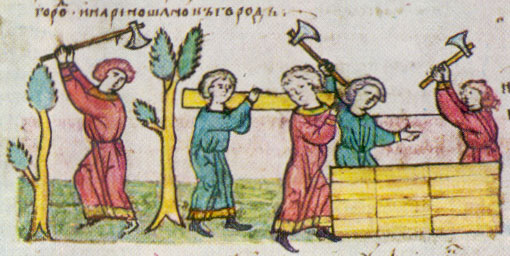
La costruzione di una città
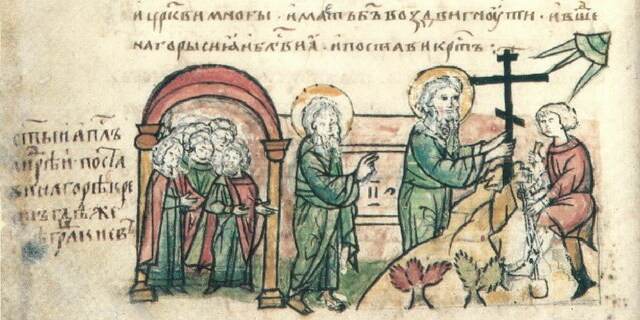
La profezia di sant'Andrea della costruzione di Kiev
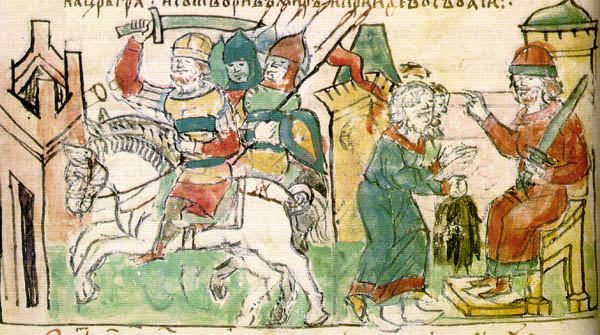
Igor' di Kiev riceve un tributo dai Drevljani